# Бородин, Павел Павлович
Па́вел Па́влович Бороди́н (род. 25 октября 1946, Шахунья, Горьковская область) — советский и российский государственный деятель, государственный секретарь Союзного государства (2000—2011). Управляющий делами Президента Российской Федерации в 1993—2000 годах. Глава города Якутска с 1990 по 1993 год.

## Биография
Родился 25 октября 1946 года в городе Шахунья Горьковской области в семье строителя. Вскоре после его рождения семья переехала в Кызыл (Тувинская АССР).
В 1964—1965 годах работал учеником токаря на московском заводе деревообрабатывающих станков и автоматических линий.
В 1964—1967 годах учился в Московском институте химического машиностроения.
В 1966 году работал старшим механиком Всесоюзного института механизации сельского хозяйства «ВИМ».
В 1972 году окончил экономический факультет Ульяновского сельскохозяйственного института по специальности «экономист», в 1985 году окончил высшую партийную школу в Хабаровске.
В 1972—1973 годах — ассистент кафедры бухучета и экономической статистики Ульяновского сельскохозяйственного института.
В 1973—1980 годах работал строителем, прошёл путь от экономиста участка до заместителя генерального директора ПО «Якутскгеология».
С 1980 года по 1988 год был председателем Вилюйского райисполкома (Якутская АССР).
В 1985—1987 годах — второй секретарь Вилюйского райкома КПСС.
Был членом КПСС до запрета партии в ноябре 1991 года.
В 1988 году был избран депутатом Якутского городского Совета народных депутатов.
В 1990—1993 годах — председатель Совета народных депутатов г. Якутска, а также председатель Якутского горисполкома, первый в современной истории мэр г. Якутска.
В 1990 году был избран народным депутатом РСФСР. На Съезде народных депутатов РСФСР в мае 1991 года значился в списке депутатской группы «Отчизна». В феврале 1993 года вошёл во фракцию «Согласие ради прогресса». Был членом Верховного Совета комитета по делам женщин, охраны семьи, материнства и детства.
С апреля 1993 года — первый заместитель начальника Главного социально-производственного управления администрации президента РФ.
С 15 сентября 1993 года — начальник Главного социально-производственного управления администрации президента РФ. До этого в течение месяца временно исполнял обязанности начальника управления.
15 ноября 1993 года стал управляющим делами президента РФ.
В декабре 1995 года на выборах в Государственную Думу РФ вошёл в общефедеральный список «Блока Ивана Рыбкина», который не преодолел пятипроцентного барьера.
Возглавлял государственную комиссию по приёмке в эксплуатацию зданий, сооружений, инженерных систем и систем связи Большого Кремлёвского Дворца, Сената Кремля, Совета Федерации, Государственной Думы, а также государственную комиссию по использованию административных зданий в Москве.
В 1996—1998 годах был членом Совета директоров ОРТ.
19 сентября 1997 года вошёл в состав Межведомственной комиссии Совета безопасности РФ по экономической безопасности.
В июне 1998 года был введён в состав Наблюдательного совета ЗАО «Алмазы России — Саха» (АЛРОСА).
Указом президента от 24 декабря 1998 года введён в состав Межведомственной комиссии Совета безопасности РФ по экономической безопасности.
В 1999 году участвовал в выборах мэра Москвы, заняв третье место.
В 1998 году основал негосударственный благотворительный фонд «Отчий дом».
10 января 2000 года был освобождён от должности управделами президента «в связи с переходом на другую работу».
С 26 января 2000 года по 25 ноября 2011 год работал государственным секретарём Союзного государства Россия — Беларусь (СГРБ).
В октябре 1998 года Генпрокуратура возбудила дело о злоупотреблениях при реконструкции Кремля и других гособъектов швейцарскими фирмами Mabetex и Merkata. Свое расследование вскоре начала прокуратура Швейцарии.
В январе 2001 года был арестован сотрудниками ФБР в Нью-Йорке по ордеру на арест, выписанному в Швейцарии, где он подозревался в отмывании денег. Был помещён в тюрьму Бруклина, в апреле согласился на экстрадицию в Швейцарию, где был отпущен под залог в сумме 5 миллионов швейцарских франков, и вернулся в Россию. В марте 2001 был вызван в швейцарский суд, где за закрытыми дверьми он в течение 4 часов давал показания. В марте 2002 швейцарский суд признал его виновным и приговорил к штрафу в размере 300.000 швейцарских франков.
В 2003 году на выборах в Государственную Думу РФ четвертого созыва Бородин выступил лидером избирательного блока «Великая Россия — Евразийский Союз».
С 2004 года — председатель попечительского совета межгосударственного союза городов-героев.
С апреля 2006 года по 2011 год входил в редакционный совет созданного по его инициативе общественно-политического журнала «Союзное государство».
В 2009 году Павел Бородин выступил с серией заявлений о том, что в течение 5—10 лет в состав СГРБ войдёт вся Европа, а затем и Америка.
C 2014 года — председатель правления Союза предпринимателей евразийского экономического пространства «Деловой союз Евразии».
Согласно сведениям бывшего генерального прокурора Юрия Скуратова, изложенных в его книге «Кремлёвские подряды», являлся фигурантом многочисленных уголовных дел, связанных с реконструкцией Кремля через фирму Mabetex.
Женат. Супруга — Валентина Александровна Бородина в Якутии руководила детдомами, после переезда в Москву стала основательницей и главой благотворительного фонда «Отчий дом». Семья Бородиных многодетная, хотя родной ребенок один — дочь Екатерина. Ещё четверо приёмных детей появились у Бородиных в разные годы: Сергей, Петр, Ваня, Наташа.

## Награды

### Награды России
- Орден «За заслуги перед Отечеством» II степени (3 октября 1996) — за выдающиеся заслуги перед государством и многолетний добросовестный труд[28].
- Орден «За заслуги перед Отечеством» III степени (2022)[29].
- Орден «За заслуги перед Отечеством» IV степени (26 октября 2016) — за достигнутые трудовые успехи, активную общественную деятельность и многолетнюю добросовестную работу[30].
- Орден Почёта (21 ноября 2011) — за большой вклад в становление и развитие Союзного государства и расширение российско-белорусского сотрудничества[31].
- Государственная премия Российской Федерации (1997)[2][9].
- Благодарность Президента Российской Федерации (14 августа 1995) — за активное участие в подготовке и проведении празднования 50-летия Победы в Великой Отечественной войне 1941—1945 годов[32].
- Благодарность Президента Российской Федерации (12 июля 1996) — за активное участие в организации и проведении выборной кампании Президента Российской Федерации в 1996 году[33].
- Благодарность Президента Российской Федерации (25 октября 2006) — за большой вклад в становление и развитие Союзного государства и расширение российско-белорусского сотрудничества[34].
- Почётная грамота Правительства Российской Федерации (22 октября 1996) — за заслуги перед государством и многолетний добросовестный труд[источник не указан 188 дней]
- Почётная грамота Правительства Российской Федерации (23 октября 2006) — за заслуги перед государством и личный вклад в развитие и укрепление российско-белорусских отношений[35].

### Награды Белоруссии
- Орден Отечества III степени (21 октября 2011) — за значительный личный вклад в построение Союзного государства и укрепление многоплановых белорусско-российских отношений[36][37].
- Орден Дружбы народов (11 декабря 2006) — за большой личный вклад в развитие всестороннего сотрудничества между Республикой Беларусь и Российской Федерацией, укрепление белорусско-российской дружбы[38].

### Конфессиональные награды
- Орден Славы и чести (РПЦ).
- Орден святого благоверного князя Даниила Московского II степени (РПЦ, 2006 год)[39].

### Иные награды и звания
- Медаль «За особый вклад в развитие Кузбасса» I степени (4 июня 2002 года, Кемеровская область)[40].
- Орден Почёта (Приднестровская Молдавская Республика, 18 октября 2001 года)[41].
- Заслуженный работник народного хозяйства Республики Саха (Якутия)[2][3].
- Почётный гражданин Вилюйского улуса[42].
- Почётный доктор Российского государственного социального университета[43].
- Почётный гражданин города Шахунья[2].
- Национальная премия «Имперская культура» имени Эдуарда Володина (2009)[44].